# Стюартберн, Манітоба
49°08′01″ пн. ш. 96°45′47″ зх. д. / 49.1336° пн. ш. 96.7631° зх. д.
Стюартберн (англ. Stuartburn) — невелика українська громада в південно-східній частині Манітоби, Канада. Розташована в сільській місцевості Стюартберн. Стюартберн вважається першою українською громадою у Західній Канаді. Перші українські іммігранти прибули до Вінніпегу в липні 1896 року на шляху до Стюартбурга.
Також маловідомий факт, що перша українська католицька церква в Канаді була створена в Стюартберні в 1896 році. Оригінал згорів, і на відновлення знадобилося 20 років. Під час реконструкції проводилася меса, де це було можливо: зал, комора чи будинок місцевого духовенства, доки церкву не відбудували. Масивна восьмигранна конструкція, що складається з дерева, має купол шириною 25 футів (7,6 м) та висотою 20 футів (6,1 м). Зовні на вершині купола - ще один мінікупол з чудово обробленим кованим залізом.
Місто розташоване в 11 кілометрах (6,8 миль) на захід від Вайти на Provincial Highway 201.
Це також назва сільської громади. Межує з сільськими муніципалітетами Емерсон-Франклін, Ганновер, Ла Брокері та Піні, а також з округами Кіттсон та Розо в штаті Міннесота, США.